# Сражение за Хусынне
Сражение за Хусынне (пол. Bitwa pod Husynnem) — бой, произошедший 24 сентября 1939 года в районе усадьбы Хусынне, в 7 км к северо-востоку от г. Грубешов между частями войска польского с одной стороны и подразделениями Красной Армии с другой стороны в ходе Польского похода РККА. Окрылённые успехами атак, польские кавалеристы, являвшиеся добровольцами и не имевшими серьёзной военной подготовки, предприняли попытки прорваться сквозь ряды наступавшей советской пехоты, однако введение в бой танков привело к полному поражению поляков.

## Предпосылки
23 сентября военнослужащие 44-й и 81-й стрелковой дивизий 8-го стрелкового корпуса Красной Армии форсировали Западный Буг в районе Грубешова.

## Ход сражения
Овладев им, они продолжили наступление на запад, но столкнулись с маршевым эскадроном 14-го Язловецкого уланского полка, находившимся под командованием майора в отставке Витольда Радзилевича, а также мобилизованным эскадроном конной полиции, посланным на подмогу из Варшавы, остатками батальона противохимической обороны и пехотой численностью 1500 человек, находившейся под командованием капитана Юзефа Цвынара, на вооружении которой состояли 36 81-мм миномётов образца 1931 года.
Часть поляков со своим командующим двинулась на юг, к границе с Венгрией и Румынией. Радзилевич предпринял попытку прорваться сквозь ряды наступавших советских пехотинцев и в случае успеха продолжить военные действия. В чистом поле наступавшую пехоту Красной Армии атаковали 400 военнослужащих польской конной полиции; внезапно в бой на стороне поляков вступила миномётная батарея. Неожиданная контратака породила панику в рядах красноармейцев, начавших поспешно отступать. Появление советских танков со стороны долины реки Западный Буг предрешило исход боя. Поляки, попав в окружение и вынужденные капитулировать, потерпели поражение. Снаряды, предназначавшиеся для ведения стрельбы из миномётов, кончились.
В ходе сражения потери Красной Армии, по польским данным, составили несколько сотен человек убитыми и ранеными, потери поляков — 18 убитыми и 139 ранеными.

## Последствия
По меньшей мере 25 поляков, взятых в плен, были убиты красноармейцами; они похоронены на военных кладбищах в Рогалине и Хусынне.